# Triumfetta paniculata
Triumfetta paniculata là một loài thực vật có hoa trong họ Cẩm quỳ. Loài này được Hook. & Arn. miêu tả khoa học đầu tiên năm 1838.